# Lãnh đạo giá
Lãnh đạo giá là cách một doanh nghiệp áp đặt giá lên thị trường dựa trên các yếu tố lợi thế của mình. Giá của toàn thị trường sẽ phụ thuộc vào giá của một doanh nghiệp.

## Các trường hợp có thể lãnh đạo giá
1. Độc quyền: Doanh nghiệp độc quyền trên thị trường về sản phẩm, dịch vụ nào đó. Như ngành điện, viễn thông, dầu khí, xăng dầu... ở Việt Nam đã được độc quyền trong một thời gian dài.
2. Độc quyền công nghệ: như Xerox đã giữ độc quyền về máy photocopy suốt 17 năm.
3. Ưu thế đi trước: do doanh nghiệp vào thị trường sớm, chưa phát sinh đối thủ cạnh tranh.
4. Ưu thế số lượng lớn: do doanh nghiệp đầu tư và có sản lượng rất lớn, đủ để chi phối thị trường.
5. Ưu thế thị phần: doanh nghiệp đang có thị phần lớn nên áp đảo được các đối thủ, dễ đặt giá.

## Hậu quả của lãnh đạo giá
Lãnh đạo giá có thể dẫn đến việc suy giảm sức cạnh tranh của chính bản thân doanh nghiệp đó. Hậu quả này thường rất khó khắc phục. Khi doanh nghiệp mất ưu thế để lãnh đạo giá, sẽ dễ bị các đối thủ tấn công ào ạt và thua trên thị trường.

## Lãnh đạo giá trong quản lý kinh tế vĩ mô
Trong một số nền kinh tế phi, giá cả nhiều khi không được quyết định bởi nguyên lý cung-cầu mà bởi một cơ quan hữu trách nào đó như trường hợp Ủy ban Vật giá Nhà nước của Việt Nam trước đây (tiền thân của Cục Quản lý Giá, Bộ Tài chính hiện nay). Trường hợp này cũng là lãnh đạo giá.